# Jaciment de Vilaclara
El jaciment de Vilaclara es troba al terme Castellfollit del Boix (Bages), prop de la masia de Can Prat, inclòs a l'Inventari del Patrimoni Arqueològic i Paleontològic de Catalunya.

## Descripció
Es tracta d'un vilatge del segle vii, compost de tres habitatges, amb un trull col·lectiu, amb sitges i un forn. Es pot considerar un vilar, forma de poblament situada a mig camí entre les vil·les (nuclis de població que es documenten per exemple en època carolíngia i que ben segur que tenen uns precedents més antics) i els masos que es desenvoluparen en el canvi de mil·lenni.
Es considera el primer assentament de la família Prat, antigament coneguts com a Prat de Vilaclara, d'aquí els noms del jaciment: l'oficial de Vilaclara i el popular de Can Prat Vell. S'hi han identificat diferents etapes d’ocupació: la etapa ibèrica (segles iv-v aC), la romana fins al segle i aC, i la darrera del segle vii dC.